# Снежные вьюрки
Снежные вьюрки (лат. Montifringilla) — род птиц семейства воробьиных (Passeridae). Научное название рода означает, что виды этого рода живут в высокогорьях; эти птицы встречаются в горах южной части Евразии, от Пиренеев на восток до Гималайских гор, Тибета и западной части Китая.

## Виды
К роду относят 3 вида:
- Снежный вьюрок (Montifringilla nivalis (Linnaeus, 1766)) — Альпийский вьюрок, Снежный воробей
- Адамсов снежный вьюрок (Montifringilla adamsi Adams, 1859)
- Montifringilla henrici (Oustalet, 1892)

Виды M. blanfordi, M. davidiana, M. ruficollis, M. taczanowskii и M. theresae ранее включали в данный род, но они должны быть выделены в отдельный род Pyrgilauda на основании комплекса морфологических и экологических характеристик. В частности, эти виды лучше приспособлены к жизни на земле, чем M. nivalis и M. adamsi, предпочитают более ровные, покрытые травой участки и для гнёзд используют норы мелких грызунов, таких, как пищухи, тогда как M. nivalis и M. adamsi чаще и лучше летают и селятся на скалах, проводя там и зимы и устраивая гнёзда в расселинах. Два последних вида также более социальны и реже поют, причём структура их пения отличается от структуры песен видов, предположительно относящихся к роду Pyrgilauda. Вид Снежный вьюрок Тачановского (Montifringilla taczanowskii Prjevalsky, 1876) был выделен в отдельный монотипичный род Onychostruthus.